# Thomas Tien Ken-sin
Thomas Tien Ken-sin, S.V.D. (em mandarim: 田耕莘) (Chantsui, 27 de setembro de 1890 - Taipé, 24 de julho de 1967) foi um cardeal chinês, arcebispo de Pequim.

## Biografia
Foi nomeado vigário apostólico de Yangku em 29 de outubro de 1939, com o titulus de bispo-titular de Ruspæ, exercendo o vicariato apostólico até 1942, quando foi transferido para Qingdao. Foi criado cardeal em 1946 pelo Papa Pio XII, com o título de Cardeal-padre de Santa Maria em Via. Depois, foi elevado a arcebispo metropolita de Pequim, exercendo a prelazia entre 1946 e 1967, entretanto, sendo expulso do país em 1951, por conta da implantação da República Popular da China, comunista e que não apoiava qualquer religião. Ex-Presidente da Universidade Católica Fu Jen.
Participou ativamente do Concílio Vaticano II, entre 1962 e 1965. Entre 1959 e 1966, foi administrador apostólico da Arquidiocese de Taipei. Foi o primeiro cardeal de origem chinesa.
Faleceu em 24 de julho de 1967, no início da manhã, de pneumonia, no Hospital St. Martin de Porres, em Chiayi. O Papa Paulo VI enviou um telegrama de condolências ao arcebispo Stanislaus Lokuang, de Taipei. Os serviços solenes de missas e réquiens funerais foram realizados em Chiayi em 28 de julho; eles foram atendidos pela hierarquia católica e por padres, religiosos e leigos de toda a China Livre. Foi enterrado na Catedral da Imaculada Conceição de Taipei.

## Conclaves
- Conclave de 1958 - participou do Conclave que elegeu ao Papa João XXIII;
- Conclave de 1963 - participou do Conclave que elegeu ao Papa Paulo VI.